# UCI Africa Tour
UCI Africa Tour – coroczny cykl międzynarodowych wyścigów kolarskich rozgrywanych w Afryce.
Seria UCI Africa Tour, podobnie jak pozostałe cykle kontynentalne (UCI America Tour, UCI Asia Tour, UCI Europe Tour, UCI Oceania Tour), powstała w 2005 jako zaplecze dla utworzonego w tym samym czasie UCI ProTour (później przekształconego w UCI World Tour). W 2020 odbyła się pierwsza edycja cyklu UCI ProSeries utworzonego jako drugi poziom wyścigów z kalendarza UCI, w związku z czym UCI Africa Tour, podobnie jak pozostałe cykle kontynentalne, od sezonu 2020 stała się trzecim poziomem zmagań w kalendarzu UCI.

## Zwycięzcy
Opracowano na podstawie:
| Rok  | Pierwsze                 | Drugie               | Trzecie                     |
| ---- | ------------------------ | -------------------- | --------------------------- |
| 2005 | Tiaan Kannemeyer         | Ryan Cox             | Rabaki Jérémie Ouedraogo    |
| 2006 | Rabaki Jérémie Ouedraogo | Rupert Rheeder       | Abdul Wahab Sawadogo        |
| 2007 | Hassen Ben Nasser        | Fethi Ahmed Atunsi   | Ahmed Mohammed Ali          |
| 2008 | Nicholas White           | Jay Robert Thomson   | Robert Hunter               |
| 2009 | Dan Craven               | Jamie Ball           | Guy Smet                    |
| 2010 | Abdelatif Saadoune       | Ian McLeod           | Mouhssine Lahsaini          |
| 2011 | Adil Jelloul             | Daniel Teklehaimanot | Azzedine Lagab              |
| 2012 | Tarik Chaoufi            | Adil Jelloul         | Reinardt Janse van Rensburg |
| 2013 | Adil Jelloul             | Hichem Chaabane      | Essaïd Abelouache           |
| 2014 | Mekseb Debesay           | Mouhssine Lahsaini   | Azzedine Lagab              |
| 2015 | Salah Eddine Mraouni     | Mouhssine Lahsaini   | Rafaâ Chtioui               |
| 2016 | Tesfom Okbamariam        | Adil Barbari         | Soufiane Haddi              |
| 2017 | Willie Smit              | Meron Abraham        | Ahmed Galdoune              |
| 2018 | Joseph Areruya           | Youcef Reguigui      | Azzedine Lagab              |
| 2019 | Daryl Impey              | Youcef Reguigui      | Ryan Gibbons                |
| 2020 | Daryl Impey              | Biniam Girmay        | Natnael Tesfatsion          |
| 2021 | Biniam Girmay            | Ryan Gibbons         | Kent Main                   |
| 2022 | Biniam Girmay            | Louis Meintjes       | Natnael Tesfatsion          |
| 2023 | Henok Mulubrhan          | Biniam Girmay        | Achraf Ed Doghmy            |
| 2024 | Biniam Girmay            | Henok Mulubrhan      | Alexandre Mayer             |
| 2025 |                          |                      |                             |